# Orden de la Casa Real de Tonga
La Orden de la Casa Real de Tonga es una orden de caballería del Reino de Tonga.

## Historia
La Orden fue establecida por el Rey Jorge Tupou V en 2009 en lugar de la anterior Orden del Rey Jorge Tupou I para celebrar el ascenso de la Casa de Tupou al trono de Tonga. El honor se otorga con las mismas intenciones que el anterior: a los miembros de la familia real de Tonga y a aquellos que se han distinguido en el servicio personal a favor del soberano. 
La Orden tiene una prerrogativa real y, como tal, es otorgada de manera independiente por el soberano, sin consultar la opinión de otros organismos de toma de decisiones. 

## Clases
La Orden tiene las siguientes clases de mérito: 
- Caballero Gran Cruz
- Gran Oficial
- Comendador
- Oficial
- Miembro
- Medalla de Oro
- Medalla de Plata
- Medalla de Bronce

## Insignias
- La cruz consiste en una cruz maltesa esmaltada con borde amarillo en blanco, con un medallón esmaltado blanco adornado con el emblema del reino de Tonga. Alrededor hay un anillo de esmalte rojo grabado con el lema de la familia real tongana "KO E OTUA MO TONGA KO HOKU TOFI'A" ("Dios y Tonga son mi herencia"). La medalla es sostenida en la cinta por una corona real de Tonga en plata y esmaltes.
- La placa del Caballero Comendador de la Orden consiste en una estrella de plata de siete puntas radiante con un medallón en fondo blanco decorado con esmaltes con el escudo de armas real de Tonga, todo rodeado por un anillo de esmalte rojo grabado con el lema "KO Y OTUA MO TONGA KO HOKU TOFI'A" ("Dios y Tonga son mi herencia"). El medallón está coronado por una pequeña corona de plata de Tonga.
- La placa del Caballero de la Orden consiste en una estrella de oro radiante de ocho puntas con un medallón de color blanco decorado con esmaltes con el escudo de armas real de Tonga, todo rodeado por un anillo de esmalte rojo con grabado con el lema "KO Y OTUA MO TONGA KO HOKU TOFI'A" ("Dios y Tonga son mi herencia"). El medallón está flanqueado por cuatro pequeñas coronas plateadas de Tonga colocadas en la parte superior, inferior, derecha e izquierda del disco central.
- La medalla, hecha en oro, plata o bronce según el grado, representa a la derecha el retrato del rey reinante que mira hacia la derecha, rodeado por una leyenda con su nombre y sus títulos.
- La cinta es amarilla con una franja azul en cada lado.